# Гнезділов Сергій Олексійович
Сергій Олексійович Гнезділов (нар. 2000, м. Вилкове, Одеська область, Україна) — український громадський активіст, військовий, учасник російсько-української війни; засновник фестивалю «ВиделкаFest» (м. Вилкове) та ведучий подкасту «++ подкаст» на Громадському.

## Життєпис
Народився 2000 року в місті Вилкове на українській Бессарабії, Одещина.

### Освіта
З 2018 року навчався у Національному університеті «Львівська політехніка» на кафедрі журналістики. Під час навчання очолював громадську організацію «Рада Громадських Лідерів» та правління молодіжної організації «Меморіал», був членом редакції газети «Поклик сумління» та журналу «Визвольна боротьба». 2019 року — учасник всеукраїнського проєкту «Школа молодіжних лідерів громад» від Вилківської ОТГ. Член організації «Українські Студенти за Свободу».

### Військова служба
2019 року взяв академвідпустку та пішов добровольцем до лав Збройних сил України за контрактом.
Станом на 2022 рік — командир відділення у 21-му окремому мотопіхотному батальйоні «Сармат». Пізніше — командир відділення аеророзвідки 56-ї окремої мотопіхотної Маріупольської бригади. Брав участь у боях за Піски, Авдіївку, Мар'їнку, Красногорівку, Золоту Ниву, Гуляйполе, Бахмут.
21 вересня 2024 року оголосив, що самовільно залишив частину, свій вчинок він пояснив бажанням привернути увагу до необхідності встановлення термінів служби для мобілізованих солдатів. У військовій частині 56 ОМПБр призначили службове розслідування. 9 жовтня 2024 року Сергія затримало ДБР. Згодом Гнезділову оголосили про підозру в дезертирстві. 11 жовтня Печерський суд Києва відправив Сергія під варту на щонайменше 60 днів.
6 січня 2025 року Печерський суд Києва продовжив тримання під вартою до 15 березня без застави.

### Громадська діяльність
Співзасновник ГО «Ініціатива Люди» та «Українські ЛГБТ військові». Влітку 2023 року організував фестиваль «ВиделкаFest» у рідному Вилковому на Одещині.
|  | Моя мала Батьківщина, на жаль, залишається поза українським дискурсом тривалий час. Я постійно мріяв привезти в моє рідне Вилкове Україну. Щоб там лунала якісна українська музика, щоб вилківчани побачили українське кіно та прочитали українські книжки. |

З жовтня 2023 року — ведучий подкасту «++ подкаст» на Громадському, у якому спілкувався з іншими військовими. За словами Сергія, подкаст має дві мети: розповісти цивільним, що військові — такі самі цивільні, і мілітаризація суспільства.